# トゥーレ協会

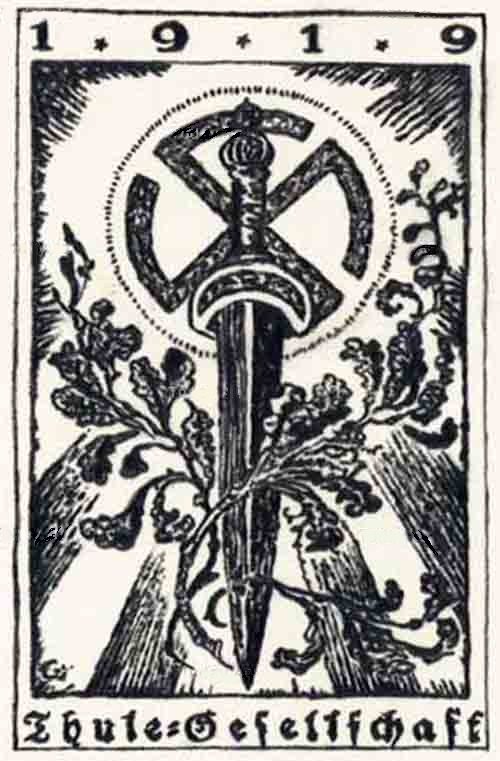
トゥーレ協会の紋章

トゥーレ協会 （トゥーレきょうかい、Thule-Gesellschaft）は、1918年にミュンヘンで結成された秘密結社。名称は、ヨハン・ヴォルフガング・フォン・ゲーテの『ファウスト』『トゥーレの王』にも登場する伝説の地「トゥーレ」から命名された。
超国家主義・反ユダヤ主義を標榜し、第一次世界大戦後のバイエルン州で勢力を拡大してレーテ共和国 (Räterepubliken) 打倒に大きな力を及ぼしたうえ、国家社会主義ドイツ労働者党（ナチ党）の母体の1つともなった。

## 歴史
1918年1月に右翼政治結社・ゲルマン騎士団の委託を受けたルドルフ・フォン・ゼボッテンドルフにより、騎士団の非公式バイエルン支部として設立された。正式名称を「トゥーレ協会・ドイツ性のための騎士団」といい、鉤十字（ハーケンクロイツ）と剣をシンボルマークとした秘密結社であった。表向きの協会の目的はゲルマン古代の研究であったが、実際にはゲルマン騎士団員ギド・フォン・リストによって神智学を元に提唱されたアーリア主義を範として、民族主義と結びついた異教的神秘主義・人種思想・反ヴァイマル共和国的扇動、反ユダヤ的プロパガンダを広めることだったとも、あるいはそうした民族主義団体を表向きの活動として掲げる一方、秘密のセクションを設けて、そこに集めた学者達に騎士団の依頼でアジア（インド北方から中国南西部にかけて）の古代遺跡や古記録保存所から発掘した文献類を分析・研究させていたとも言われている。
会員数は1918年の時点でミュンヘンに250人、上部組織であるゲルマン騎士団のバイエルン州全体の会員数を合わせても1,500人と比較的少人数であったが、精神的影響力は大きく、民族主義団体の連合体「全ドイツ同盟」とも密接な関係を保っており、他の多くの国粋主義団体の母体となった。1918年7月にフランツ・エーア社から大衆新聞『ミュンヒナー・ベオバハター』（Münchner Beobachter, ミュンヘン観察者）を買い取り、ゼボッテンドルフが主筆となった。この新聞は1919年8月9日から全国版を発行するほどになり、名前も『フェルキッシャー・ベオバハター』（Völkischer Beobachter, 民族観察者の意）と改めている。また、ゼボッテンドルフの弟で会員のヴァルターシュピールは自らの所有するミュンヘンの有名ホテル「フィーア・ヤーレスツァイテン」（四季の意）を協会に提供し、ここが協会の活動拠点となった。
1918年11月7日のレーテ共和国宣言に対し、ゼボッテンドルフを代表として共和国の打倒を目指す「闘争同盟」の中心となった。7人の会員がこの闘争中に共産主義者によって暗殺されたが、「フィーア・ヤーレスツァイテン」には武器が集積されてクルト・アイスナー暗殺に利用され、フライコール（義勇軍）と並んでレーテ共和国打倒に大きな役割を果たした。また、アドルフ・ヒトラーも、会員にはならなかったが1920年にこのホテルを訪れている。
レーテ共和国打倒後も協会は反ヴァイマル共和国的な思想の宣伝に努め、多くの民族主義団体設立を援助した。ナチ党の前身であるドイツ労働者党とドイツ社会党を設立したアントン・ドレクスラーとカール・ハラー、ミュンヘン大学講師で地政学者のカール・ハウスホーファーも会員であった。また、ルドルフ・ヘス、アルフレート・ローゼンベルク、ディートリヒ・エッカート、ハンス・フランクなどの、後にナチ党で重要な役割を果たすことになる党員たちも属していた。ナチ党の勢力が小さいうちはその拡大にあずかって大いに力を持っていたが、党勢拡大以降は影響力が低下し、1937年にはフリーメイソンおよびその類似団体の活動が禁止されたことに伴い、ゲルマン騎士団ともども解散したとされるが、その一方で、ブリル協会と共にナチス親衛隊に取り込まれる形でその活動領域を国家機密の分野へ潜行させたとも言われている。

## トゥーレ協会が登場するフィクション
- 11eyes -罪と罰と贖いの少女-
- 3days 〜満ちてゆく刻の彼方で〜
- 劇場版 鋼の錬金術師 シャンバラを征く者
- ヘルボーイ
- 映画　Hitler Lives! (2017)
- シルバー假面
- 空の境界